# فیلومنی
فیلومنی (به انگلیسی: Phillumeny) به معنی سرگرمی جمع‌آوری اقلام مختلف مربوط به کبریت مانند جعبه‌های کبریت، برچسب‌های جعبه کبریت، کتاب‌های کبریت، جلد کبریت و... است.

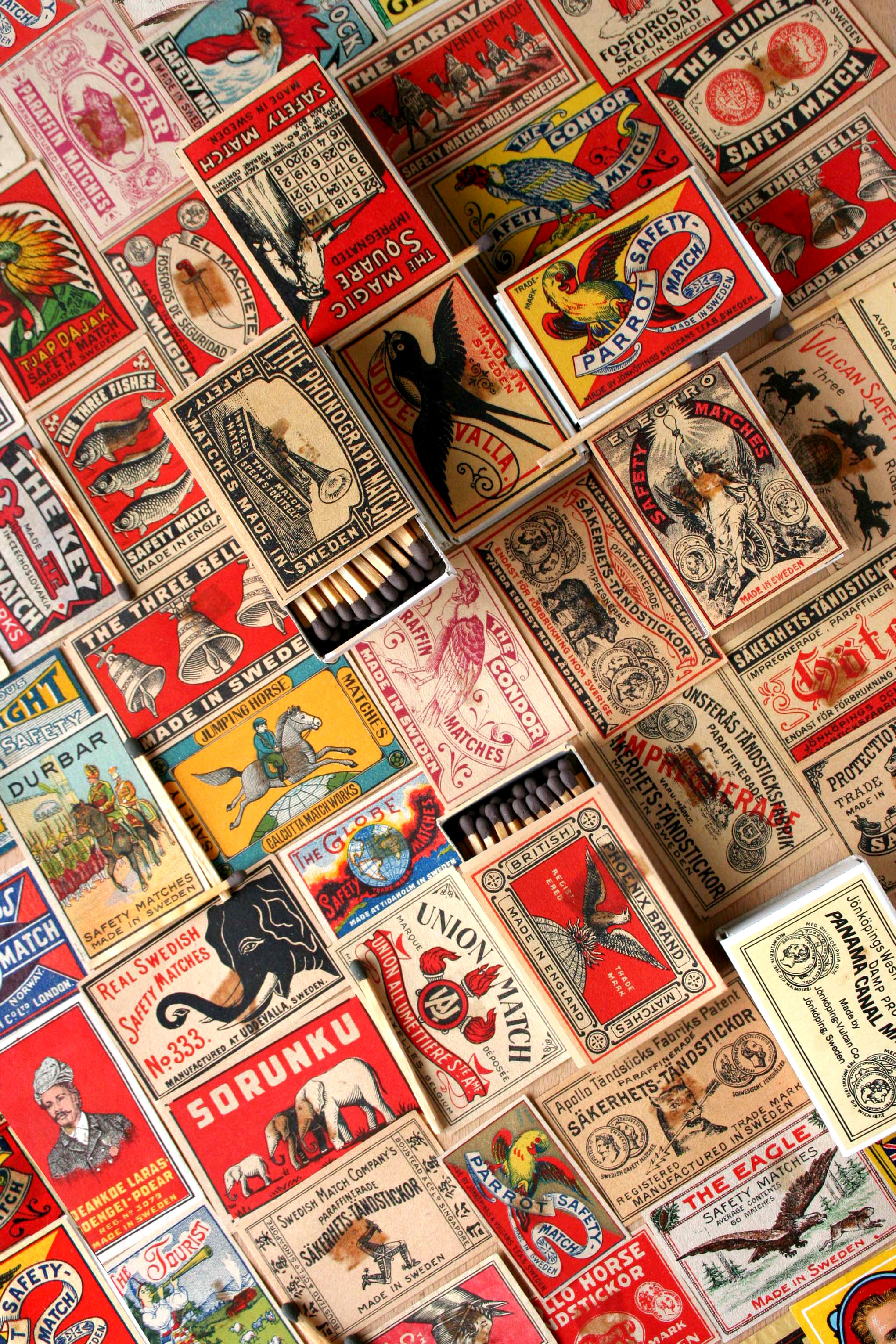
مجموعه‌ای از جعبه کبریت‌ها